# Heather Mandoli
Heather Mandoli (ur. 25 października 1982 w Kelownie) – kanadyjska wioślarka.

## Osiągnięcia
- Mistrzostwa Świata – Eton 2006 – ósemka – 5. miejsce[1].
- Mistrzostwa Świata – Monachium 2007 – ósemka – 6. miejsce[1].
- Igrzyska Olimpijskie – Pekin 2008 – ósemka – 4. miejsce[1].